# Liste der Kulturdenkmale in der Altstadt (Meißen) (J–Z)

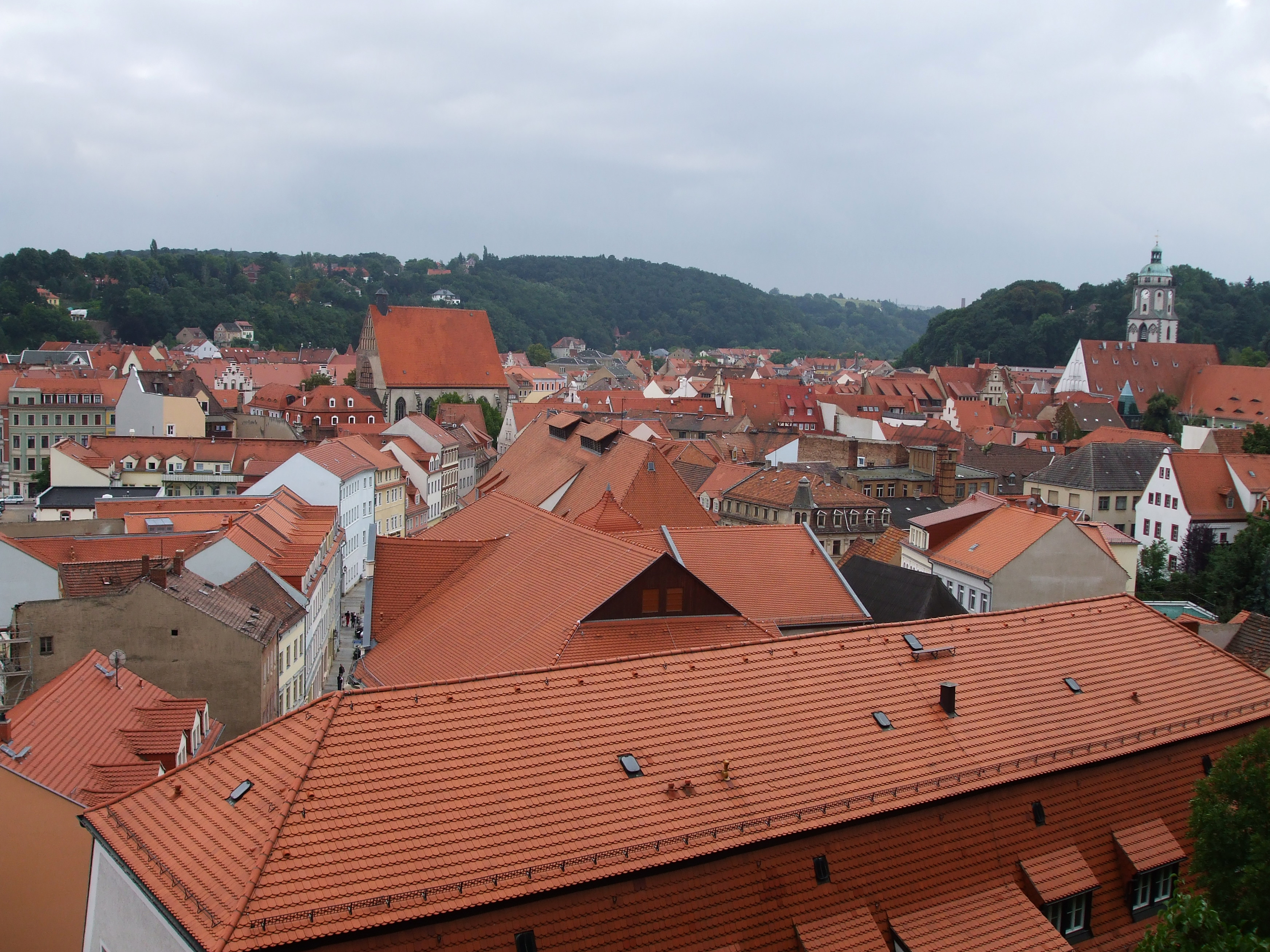
Blick über die Dächer der Meißner Altstadt

In der Liste der Kulturdenkmale in der Altstadt (Meißen) (J–Z) sind die Kulturdenkmale der am linken Ufer der Elbe gelegenen historischen Altstadt der Stadt Meißen verzeichnet, die bis März 2021 vom Landesamt für Denkmalpflege Sachsen erfasst wurden und deren Anschrift mit den entsprechenden Anfangsbuchstaben beginnt (ohne archäologische Kulturdenkmale). Die Anmerkungen sind zu beachten.
Diese Aufzählung ist eine Teilmenge der Liste der Kulturdenkmale in Meißen.

## Liste der Kulturdenkmale in der Meißner Altstadt (J–Z)
| Bild                                    | Bezeichnung | Lage                         | Datierung | Beschreibung | ID       |
| --------------------------------------- | --- | ---------------------------- | --- | --- | -------- |
|                                         | Wohnhaus in geschlossener Bebauung und Ecklage | Jüdenbergstraße 1 (Karte)    | 1. Hälfte 19. Jahrhundert, spätere Überformungen                                                                              | Baugeschichtlich von Bedeutung, mit späterem Ladeneinbau | 09266066 |
|                                         | Ehemaliges Weingut, als Kinderheim weitgehend neu errichtet, Ecklage mit Seitenflügel zum Hof | Jüdenbergstraße 30 (Karte)   | 1920er Jahre | Städtebaulich und baugeschichtlich von Bedeutung, ein Bau im Reformstil der Zeit nach 1910 | 09266128 |
|                                         | Wohnhaus in halboffener Bebauung und Ecklage | Jüdenbergstraße 31 (Karte)   | Um 1830 | Städtebaulich und baugeschichtlich von Bedeutung, schlichte Fassade geprägt durch einen späteren Eckerker im Reformstil der Zeit nach 1910 | 09265579 |
| Direkt Bild zu diesem Denkmal hochladen | Brunnen an der Grundstücksmauer zur Freiheit 8 (Einzeldenkmal zu Sachgesamtheit 09300930) | Kleiner Hohlweg (Karte)      | 15. Jahrhundert | Einzeldenkmal der Sachgesamtheit Afrafreiheit (ID-Nr. 09300930); baugeschichtlich und ortsgeschichtlich von Bedeutung, mittelalterliche Anlage (Ersterwähnung 1476) | 09266375 |
|                                         | Wohnhaus in geschlossener Bebauung | Kleinmarkt 1 (Karte)         | Bezeichnet mit 1601 | Im Kern ein Renaissancebau mit erhaltenem Sitznischenportal, Fassade der frühen Gründerzeit mit späterem Ladeneinbau, städtebaulich und baugeschichtlich von Bedeutung | 09265627 |
|                                         | Mietshaus in geschlossener Bebauung und Hinterhaus | Kleinmarkt 2 (Karte)         | 1896 laut Bauakte | Städtebaulich und baugeschichtlich von Bedeutung, ein Gründerzeithaus (Klinkerfassade) im Stil der Neurenaissance, mit Laden | 09265628 |
|                                         | Wohnhaus in halboffener Bebauung (heute Teil des Hotels Goldener Löwe) und Hinterhaus | Kleinmarkt 3 (Karte)         | Im Kern 16. Jahrhundert | Städtebaulich und baugeschichtlich von Bedeutung, im Kern ein Renaissancebau, aufwendige Ladenfront im Stil des Historismus | 09265629 |
|                                         | Wohnhaus in halboffener Bebauung | Kleinmarkt 4 (Karte)         | Um 1870 | Städtebaulich und baugeschichtlich von Bedeutung, Ladenfront im Stil des Historismus | 09265630 |
|                                         | Stadtbibliothek (als Haus der Heimat erbaut) mit Stadtarchiv mit Verbindungsbau zur Roten Schule (siehe auch Schulplatz 5), in der Rückfront am Schulplatz ein älteres neogotisches Gebäude (das Stadtarchiv, ehemals Schulplatz 1) mit Sitznischenportal in den Neubau integriert | Kleinmarkt 5 (Karte)         | 1858 (Stadtarchiv); 1928–1929 (Bibliothek)                                                                                    | Städtebaulich und baugeschichtlich von Bedeutung, ein Bau im Heimatstil mit gotisierenden Stilelementen, der Altbau am Schulplatz ein Bau des Historismus im neogotischen Stil (Architekt: Oskar Mothes) | 09265631 |
|                                         | Wohnhaus in ehemals geschlossener Bebauung, in Art eines Eckgebäudes ausgebildet, mit Seitenflügel im Hof | Kleinmarkt 8 (Karte)         | Sitznischenportal um 1570; 1894 (Bauakte)                                                                                     | Künstlerisch, städtebaulich und baugeschichtlich von Bedeutung, ein platzbildprägendes Gründerzeithaus mit Ladeneinbau (Klinkerfassade) im Stil der deutschen Neurenaissance mit älterem Renaissance-Sitznischenportal vom Vorgängerbau | 09265626 |
|                                         | Wohnhaus (mit Gaststätte „Zur Börse“) und Seitenflügel im Hof | Kleinmarkt 9 (Karte)         | Frühes 19. Jahrhundert, im Kern älter                                                                                         | Städtebaulich und baugeschichtlich von Bedeutung | 09265625 |
| Weitere Bilder                          | Wohnhaus in geschlossener Bebauung und Ecklage, ehemals eine Bäckerei | Kleinmarkt 10 (Karte)        | Bezeichnet mit 1607 | Künstlerisch, städtebaulich und baugeschichtlich von Bedeutung, ein Haus im Stil der Renaissance, mit Sitznischenportal und platzbildprägendem Volutengiebel. Renaissance-Giebel 1913 erneuert, ehemalige Bäckerei, seit dem 21. Jahrhundert mit Kleinmarktschänke. | 09265624 |
|                                         | Wohnhaus in offener Bebauung (zwei zueinander versetzte Gebäudeflügel) | Leinewebergasse 1, 2 (Karte) | 18. Jahrhundert, spätere Überformung                                                                                          | Städtebaulich, landschaftsgestaltend, baugeschichtlich und ortsgeschichtlich von Bedeutung, ein ortsbildprägender Barockbau am Hang unterhalb der Afrafreiheit | 09265697 |
|                                         | Wohnhaus, ehemals in halboffener Bebauung, mit Einfriedung (Stützmauer des Gartens) | Leinewebergasse 3 (Karte)    | Bezeichnet mit 1776 | Städtebaulich, sozial- und baugeschichtlich von Bedeutung, ein Fachwerkbau, straßenbildprägende Lage unterhalb der Afrafreiheit | 09265696 |
|                                         | Mietshaus in geschlossener Bebauung und Ecklage | Leipziger Straße 1 (Karte)   | 1864 (Bauakte); Aufstockung und Fassade 1884                                                                                  | Städtebaulich und baugeschichtlich von Bedeutung, ein straßenbildprägendes Gründerzeithaus mit Ladenzone | 09300924 |
|                                         | Wohnhaus in geschlossener Bebauung | Leipziger Straße 2 (Karte)   | Um 1800 | Städtebaulich und baugeschichtlich von Bedeutung, historistischer Ladeneinbau | 09265503 |
|                                         | Wohnhaus in geschlossener Bebauung und Hinterhaus, Ecklage | Leipziger Straße 3 (Karte)   | 2. Hälfte 18. Jahrhundert | Städtebaulich, hausgeschichtlich und baugeschichtlich von Bedeutung, aufwendige Ladenfront im Stil des Historismus | 09265502 |
|                                         | Wohnhaus in geschlossener Bebauung und Seitenflügel zum Hof | Leipziger Straße 4 (Karte)   | Mitte 19. Jahrhundert | Städtebaulich und baugeschichtlich von Bedeutung, historistischer Ladeneinbau | 09265491 |
|                                         | Mietshaus in geschlossener Bebauung | Leipziger Straße 6 (Karte)   | Um 1890 | Städtebaulich und baugeschichtlich von Bedeutung, ein Gründerzeithaus (Klinkerfassade) mit Ladenfront | 09265492 |
|                                         | Wohnhaus in geschlossener Bebauung, Hinterhaus und Seitenflügel zum Hof | Leipziger Straße 7 (Karte)   | 1875 (Bauakte) | Baugeschichtlich und städtebaulich von Bedeutung, mit Laden (später mit Kaffeerösterei) | 09265493 |
|                                         | Wohnhaus in geschlossener Bebauung | Leipziger Straße 8 (Karte)   | 2. Hälfte 18. Jahrhundert | Ehemals eine Bäckerei, städtebaulich und baugeschichtlich von Bedeutung, die Ladenfront im Art-Déco-Stil | 09265494 |
|                                         | Ehemaliges Gasthof „Zum Goldnen Ring“ (Hotel Goldner Ring) in geschlossener Bebauung, mit Hintergebäuden | Leipziger Straße 9 (Karte)   | Ende 16./1. Hälfte 17. Jahrhundert, Aufstockung 1927 (Gasthaus); Seitenflügel 1876; Hinterhaus 1891/1892                      | Städtebaulich und baugeschichtlich von Bedeutung, im Kern ein Renaissancebau, ortshistorisch von Interesse, Gedenktafel an Johann Wolfgang von Goethes Aufenthalt vom 19. bis 20. April 1813 | 09265495 |
|                                         | Ehemaliges Gasthaus „Zum blauen Stern“ (Hotel Blauer Stern) in geschlossener Bebauung (heute Verwaltungsgebäude), mit Hinterhaus und einer sekundär verbauten Relieftafel in der Durchfahrt                                                                                        | Leipziger Straße 10 (Karte)  | Um 1790, spätere Umbauten (1866); Hinterhaus 1891–1893                                                                        | Städtebaulich und baugeschichtlich von Bedeutung, die Fassade geprägt von einem Umbau im Reformstil der Zeit nach 1910, die Relieftafel in der Durchfahrt aus der Renaissancezeit | 09265496 |
|                                         | Wohnhaus (ehemalige Herberge) mit kurzem Seitenflügel zum Hof und Hinterhaus | Leipziger Straße 11 (Karte)  | Bezeichnet mit 1735 (oder 1755); 18. Jahrhundert (Hinterhaus)                                                                 | Städtebaulich und baugeschichtlich von Bedeutung, schlichter Barockbau, das Hinterhaus ein von der Elbseite zu sehendes barockes Wirtschaftsgebäude | 09265497 |
|                                         | Wohnhaus in geschlossener Bebauung und Seitenflügel im Hof | Leipziger Straße 12 (Karte)  | Um 1865 | Städtebaulich und baugeschichtlich von Bedeutung, barockisierender Jugendstil-Ladeneinbau, mit späterem Ladeneinbau | 09265498 |
|                                         | Wohnhaus (ehemals mit Gaststätte) in geschlossener Bebauung, mit Seitenflügel im Hof | Leipziger Straße 13 (Karte)  | Im Hof bezeichnet mit 1865 | Städtebaulich und baugeschichtlich von Bedeutung, vorgründerzeitliche Bebauung, 1865 mit Nachbarhäusern nach Brandkatastrophe einheitlich wiederaufgebaut | 09265729 |
|                                         | Wohnhaus in geschlossener Bebauung, mit Seitenflügel (ehemals Werkstatt) im Hof | Leipziger Straße 14 (Karte)  | 1865 (Bauakte) | Städtebaulich und baugeschichtlich von Bedeutung, vorgründerzeitliche Bebauung, 1865 mit Nachbarhäusern nach Brandkatastrophe einheitlich wiederaufgebaut | 09265790 |
|                                         | Wohnhaus in geschlossener Bebauung, mit Seitenflügel im Hof | Leipziger Straße 15 (Karte)  | 1865 (Bauakte) | Städtebaulich und baugeschichtlich von Bedeutung, vorgründerzeitliche Bebauung, 1865 mit Nachbarhäusern nach Brandkatastrophe einheitlich wiederaufgebaut | 09265769 |
|                                         | Wohnhaus in geschlossener Bebauung, Seitenflügel im Hof und Hinterhaus | Leipziger Straße 16 (Karte)  | 1865 (Bauakte) | Städtebaulich und baugeschichtlich von Bedeutung, vorgründerzeitliche Bebauung, 1865 mit Nachbarhäusern nach Brandkatastrophe einheitlich wiederaufgebaut, mit Laden | 09265640 |
|                                         | Wohnhaus in geschlossener Bebauung, Seitenflügel im Hof und Hinterhaus | Leipziger Straße 17 (Karte)  | 1865 (Bauakte) | Städtebaulich und baugeschichtlich von Bedeutung, vorgründerzeitliche Bebauung, 1865 mit Nachbarhäusern nach Brandkatastrophe einheitlich wiederaufgebaut, mit späterem Ladeneinbau | 09265830 |
|                                         | Wohnhaus (ehemals mit Bäckerei) in geschlossener Bebauung, mit Seitenflügel im Hof | Leipziger Straße 18 (Karte)  | Fassade 1865 (Bauakte), im Kern älter                                                                                         | Städtebaulich und baugeschichtlich von Bedeutung, ausgewogene Fassade im spätklassizistischen Stil | 09266294 |
|                                         | Wohnhaus in ehemals geschlossener Bebauung und kurzem Seitenflügel im Hof | Leipziger Straße 19 (Karte)  | Wohl 1865, spätere Überformung                                                                                                | Städtebaulich und baugeschichtlich von Bedeutung, neogotischer Ladeneinbau später vereinfacht | 09265828 |
|                                         | Wohnhaus in ehemals geschlossener Bebauung mit Seitenflügel im Hof und Hinterhaus | Leipziger Straße 22 (Karte)  | 1862/63 (Bauakte), im Kern vielleicht älter (18. Jahrhundert); Seitengebäude 1869/70                                          | Städtebaulich und baugeschichtlich von Bedeutung | 09265499 |
|                                         | Wohnhaus in ehemals halboffener Bebauung | Leipziger Straße 24 (Karte)  | 1878 (Bauakte), im Kern älter (um 1800)                                                                                       | Städtebaulich und baugeschichtlich von Bedeutung, schöne klassizistisch anmutende Fassade | 09265500 |
|                                         | Wohnhaus (mit ehemaliger Gaststätte) in offener Bebauung, mit Seitenflügel im Hof | Leipziger Straße 25 (Karte)  | Im Hof bezeichnet mit 1744 | Städtebaulich und baugeschichtlich von Bedeutung, schlichte Anlage des Spätbarock | 09265501 |
|                                         | Ehemalige Jakobskapelle, in den Neubau einer Freimaurerloge integriert | Leipziger Straße 30 (Karte)  | Ende 15. Jahrhundert, 1889/90 überformt (Kapelle); 1889/1890 (Loge)                                                           | Ortsgeschichtlich, künstlerisch, städtebaulich und baugeschichtlich von Bedeutung, ortsbildprägende Lage nahe der Elbe unterhalb der Albrechtsburg, die Loge ein Bau im Stil der Neugotik mit integrierter ehemaliger Kapelle aus dem Mittelalter (heute die Eingangshalle), seit 1888 als Freimaurerloge genutzt | 09265634 |
|                                         | Wohnhaus in offener Bebauung | Leipziger Straße 34 (Karte)  | Um 1800, vielleicht erst 1875 (Bauakte)                                                                                       | Städtebaulich und baugeschichtlich von Bedeutung, schlichter Barockbau | 09265635 |
|                                         | Villa mit Toreinfahrt | Leipziger Straße 37 (Karte)  | 1900/1901 (Bauakte) | Städtebaulich und baugeschichtlich von Bedeutung, ein Gründerzeithaus im Stil der späthistoristischen Neogotik (mit Zierfachwerk), ortsbildprägende Lage nahe der Elbe unterhalb der Albrechtsburg | 09265637 |
|                                         | Ehemaliges Gärtnerhaus der Burganlagen mit Einfriedungsmauer der Parkanlagen des Burgberges an der Leipziger Straße (Einzeldenkmal zu Sachgesamtheit 09300521) | Leipziger Straße 38 (Karte)  | Um 1880 | Einzeldenkmal der Sachgesamtheit Burgberg (ID-Nr. 09300521); städtebaulich und baugeschichtlich von Bedeutung, ein Gründerzeitbau (Klinkerfassade) | 09265638 |
|                                         | Wohnhaus in offener Bebauung | Leipziger Straße 39 (Karte)  | 3. Viertel 19. Jahrhundert | Städtebaulich und baugeschichtlich von Bedeutung, schlichter klassizistischer Bau | 09266368 |
|                                         | Ehemaliger Holzhof: Villa mit Remise mit Turm, an der Remise Teilbereich der Stadtmauer mit Schalenturm (überbaut) und Einfriedung des Grundstücks zur Leipziger Straße | Leipziger Straße 40 (Karte)  | 1886 (Bauakte); Verandenanbau 1906                                                                                            | Städtebaulich und baugeschichtlich von Bedeutung, ein Gründerzeitbau mit straßenbildprägendem Turm und einer mächtigen Holzveranda über Erdgeschoss und Obergeschoss, ortsbildprägende Lage nahe der Elbe unterhalb der Albrechtsburg, ortshistorisch von Bedeutung (ehemaliger Königlicher Holzhof an dieser Stelle), Wohnhaus der bedeutenden Meißner Baumeister Otto & Schlosser | 09265639 |
|                                         | Mietshaus in halboffener Bebauung, Reste der mittelalterlichen Stadtmauer im Hof | Leipziger Straße 41 (Karte)  | Bezeichnet mit 1888 | Städtebaulich und baugeschichtlich von Bedeutung, ein Gründerzeithaus mit straßenbildprägendem Erker an der Seitenfront | 09266083 |
|                                         | Wohnhaus in ehemals geschlossener Bebauung | Lorenzgasse 1 (Karte)        | Laut Bauakte 1869, im Kern älter                                                                                              | Mit Ladeneinbau, städtebaulich und baugeschichtlich von Bedeutung | 09265506 |
|                                         | Wohnhaus in geschlossener Bebauung mit Seitenflügel im Hof | Lorenzgasse 2 (Karte)        | Laut Bauakte 1866 | Städtebaulich und baugeschichtlich von Bedeutung | 09265507 |
|                                         | Mietshaus in geschlossener Bebauung in Ecklage, mit einem Seitenflügel zum Postgässchen und einem Seitenflügel zum Hof (gehörte einst zum Grundstück Elbstraße 4) | Lorenzgasse 2a (Karte)       | Laut Bauakte 1894 | Städtebaulich und baugeschichtlich von Bedeutung, ein Bau im späthistoristischen Stil | 09265508 |
|                                         | Wohnhaus in halboffener Bebauung und winkelförmiges Hinterhaus | Lorenzgasse 3 (Karte)        | 17. Jahrhundert | Städtebaulich und baugeschichtlich von Bedeutung, ein straßenbildprägender giebelständiger Renaissancebau | 09265512 |
|                                         | Wohnhaus mit Seitenflügel im Hof und Hintergebäude | Lorenzgasse 4 (Karte)        | 1. Hälfte 19. Jahrhundert | Städtebaulich und baugeschichtlich von Bedeutung, ein Bau im klassizistischen Stil | 09265513 |
|                                         | Hofanlage mit zwei Gebäuden, verbunden durch einen Querbau, und Einfriedung des einstigen Gartens | Lorenzgasse 5 (Karte)        | 16. Jahrhundert | Städtebaulich und baugeschichtlich von Bedeutung, straßenbildprägende giebelständige Renaissanceanlage | 09265509 |
|                                         | Wohnhaus in halboffener Bebauung, mit seitlichem Nebengebäude und Seitenflügel zum Hof | Lorenzgasse 6 (Karte)        | Bezeichnet mit 1853 | Städtebaulich und baugeschichtlich von Bedeutung | 09265505 |
|                                         | Gasthaus „Meißner Hof“ in geschlossener Bebauung mit zwei Seitenflügeln zum Hof und Hinterhaus | Lorenzgasse 7 (Karte)        | Bezeichnet mit 1640 | Künstlerisch, städtebaulich und baugeschichtlich von Bedeutung, ein Barockbau mit wertvoller Innenausstattung, Holzgalerie im Hof | 09265504 |
| Weitere Bilder                          | Speicher (gehört heute zum Hotel „Goldener Löwe“ Heinrichsplatz 6) | Löwengäßchen (Karte)         | Bezeichnet mit 1808 | Hausgeschichtlich und baugeschichtlich von Bedeutung | 09265702 |
| Weitere Bilder                          | Rathaus | Markt 1 (Karte)              | 1472–1480 | Geschichtlich, künstlerisch, wissenschaftlich, städtebaulich, baugeschichtlich und ortsbildprägend von Bedeutung, ein Bau im Stil des Übergangs von der Spätgotik zur Renaissance. Rathaus in geschlossener Bebauung und Ecklage, im Stil der Spätgotik unter Mitwirkung von Arnold von Westfalen erbaut. Mit 18 Meter hohem Dach, drei gestuften Zwerchgiebeln, Wappen (1865), Balkon (1910) und Sonnenuhr (1969). Bis 2001 außen saniert, bis 2010 innen saniert. | 09265401 |
| Weitere Bilder                          | Wohn- und Geschäftshaus (ehemals Hotel, mit älterem Portal) in geschlossener Bebauung und Ecklage (Hirschhaus, Gasthaus „Zum Roten Hirsch“) | Markt 2 (Karte)              | Bezeichnet mit 1901; bezeichnet mit 1624 auf den nicht mehr erhaltenen Torflügeln                                             | Städtebaulich, künstlerisch, kunsthistorisch und baugeschichtlich von Bedeutung, repräsentativer platzbildprägender Bau im Stil der Deutschen Neorenaissance mit einem vom Vorgängerbau übernommenen, reich gestaltetem Renaissanceportal von 1624, Portalverdachung mit Relief (Diana und Aktaion) sowie Volutengiebel | 09265446 |
| Weitere Bilder                          | Wohnhaus in geschlossener Bebauung sowie Seitenflügel im großen Hof und Hinterhaus am Löwengäßchen | Markt 3 (Karte)              | Um 1550 | Städtebaulich, künstlerisch und baugeschichtlich von Bedeutung, ein platzbildprägender Renaissance-Bau mit barockem Portal, mit späteren Ladeneinbauten, wertvolle Innenausstattung, mit Gedenktafel an Napoleons mehrfache Aufenthalte in Meißen | 09265447 |
| Weitere Bilder                          | Wohnhaus in geschlossener Bebauung und Ecklage, mit Marktapotheke und zwei Seitenflügeln zum Hof (Noacksches Haus) | Markt 4 (Karte)              | Bezeichnet mit 1555 | Ortsgeschichtlich, städtebaulich, künstlerisch, kunsthistorisch und baugeschichtlich von Bedeutung, ein platzbildprägender Renaissance-Bau mit Volutengiebeln und einem barocken Erker von 1717, interessante Hofbebauung mit Galerie, im Auftrag des Apothekers Christoph Leuschner erbaut | 09265437 |
|                                         | Wohnhaus in geschlossener Bebauung mit Seitenflügel zum Hof und Hinterhaus, im Innenhof Wandbrunnen | Markt 5 (Karte)              | Bezeichnet mit 1548 | Ortsgeschichtlich, städtebaulich, kunsthistorisch, künstlerisch und baugeschichtlich von Bedeutung, ein Renaissance-Bau mit großem, platzbildprägendem Volutengiebel | 09265438 |
|                                         | Wohnhaus in geschlossener Bebauung | Markt 6 (Karte)              | Nach 1600 | Städtebaulich und baugeschichtlich von Bedeutung, ein Renaissance-Bau, mit Ladeneinbau, seit dem 21. Jahrhundert als Hotel genutzt mit Weinstube im Kreuzkellergewölbe | 09265439 |
|                                         | Wohnhaus in geschlossener Bebauung, Ecklage | Markt 7 (Karte)              | Im Kern um 1560 | Städtebaulich und baugeschichtlich von Bedeutung, im Kern ein Renaissance-Bau, späterer Ladeneinbau, auffallendes Ecktürmchen | 09265451 |
|                                         | Wohnhaus in Ecklage und Seitenflügel zur Gasse Frauenstufen | Markt 8 (Karte)              | Im Kern 16. Jahrhundert | Städtebaulich und baugeschichtlich von Bedeutung, im Kern ein Renaissance-Bau, geprägt von einem Umbau im Stil der deutschen Neurenaissance mit platzbildprägendem Volutengiebel, mit Ladeneinbau | 09265442 |
| Weitere Bilder                          | Wohnhaus in geschlossener Bebauung, Inschrifttafel (über dem Sitznischenportal) und Wasserbecken im Hof (Bennohaus) | Markt 9 (Karte)              | Um 1480, prägender Umbau um 1640 (Wohnhaus); bezeichnet mit 1832 (Bassin); bezeichnet mit 1881 (Inschrifttafel)               | Ortsgeschichtlich, städtebaulich, kunsthistorisch, künstlerisch und baugeschichtlich von Bedeutung, nach Benno von Meißen benannt, Eingangshalle mit spätgotischem Zellengewölbe und Wandmalereien, 1570 umgebaut, seither mit Sitznischenportal im Renaissance-Stil, stuckierter Triglyphen-Fries aus der Zeit des Barock, kartuschenförmiger Schlussstein im Stil des Rokoko, 1841 Gründungsort der ersten Freiwilligen Feuerwehr Deutschlands, 1994–1995 saniert, seit dem 21. Jahrhundert Sitz des Kunstverein Meißen e. V. und des Winzerkeller-Restaurants Meißen                                                                             | 09265443 |
| Weitere Bilder                          | Wohnhaus in geschlossener Bebauung mit Seitenflügel zum Hof | Markt 10 (Karte)             | Bezeichnet mit 1747; Seitenflügel zum Hof 1872                                                                                | Städtebaulich und baugeschichtlich von Bedeutung, ein Barockbau | 09265444 |
| Weitere Bilder                          | Wohnhaus in geschlossener Bebauung, Ecklage | Marktgasse 1, 1a (Karte)     | 16. Jahrhundert | Städtebaulich und baugeschichtlich von Bedeutung, großes Bürgerhaus, eines der größten Renaissancehäuser der Altstadt an städtebaulich dominanter Stelle (Sitznischenportal einst am Löwengäßchen, Marktgasse 1a), mit Ladeneinbauten | 09265704 |
|                                         | Mietshaus in geschlossener Bebauung und Ecklage | Marktgasse 2 (Karte)         | 1887 (Bauakte) | Städtebaulich und baugeschichtlich von Bedeutung, ein Gründerzeithaus mit repräsentativer Ladenfront | 09265703 |
|                                         | Wohnhaus in geschlossener Bebauung, Hinterhaus von Marktgasse 2 (liegt im Löwengäßchen und bildet dort einen kleinen Platz) | Marktgasse 2a (Karte)        | Bezeichnet mit 1887 | Städtebaulich und baugeschichtlich von Bedeutung, ein Gründerzeitbau | 09269131 |
|                                         | Wohnhaus in geschlossener Bebauung mit Seitenflügel im Hof | Marktgasse 3 (Karte)         | Bezeichnet mit 1538, Seitenflügel 1877                                                                                        | Städtebaulich und baugeschichtlich von Bedeutung, ein Renaissancebau, besonders beachtenswert das ungewöhnliche Portal | 09265705 |
|                                         | Mietshaus in geschlossener Bebauung, Ecklage | Marktgasse 4 (Karte)         | Laut Bauakte 1880 | Städtebaulich und baugeschichtlich von Bedeutung, ein früher Gründerzeitbau noch mit klassizistischen Anklängen, mit Ladeneinbau | 09300865 |
|                                         | Wohnhaus in geschlossener Bebauung | Marktgasse 5 (Karte)         | Bezeichnet mit 1585 | Städtebaulich und baugeschichtlich von Bedeutung, im Kern ein Renaissancebau | 09265623 |
|                                         | Wohnhaus in geschlossener Bebauung, mit Seitenflügel im Hof und Hintergebäude | Marktgasse 6 (Karte)         | Um 1570 (Hinterhaus); laut Bauakte 1862, im Kern älter (Wohnhaus)                                                             | Städtebaulich und baugeschichtlich von Bedeutung, die Hofbebauung noch aus Renaissancezeit (mit Galerie), mit späterem Ladeneinbau | 09265622 |
|                                         | Hinterhaus eines Wohnhauses (Vorderhaus abgebrochen) | Marktgasse 7 (Karte)         | 18. Jahrhundert | Städtebaulich von Bedeutung, an die mittelalterliche Stadtmauer angebaut, straßenbildprägend an Gerbergasse und Roßmarkt | 09265621 |
|                                         | Hinterhaus, ehemalige Fleischbänke, früher Teil der mittelalterlichen Stadtbewehrung (Stadtmauer) | Marktgasse 8 (Karte)         | Verkaufsraumanbau (zu Marktgasse 9 gehörend) 1892; 19. Jahrhundert Überformung (im Kern um 1560/80)                           | Ortsgeschichtlich, städtebaulich und baugeschichtlich von Bedeutung, die Fleischbänke an die mittelalterliche Stadtmauer angebaut | 09265410 |
|                                         | Wohnhaus in halboffener Bebauung, Seitenflügel im Hof sowie Teile der einstigen Fleischbänke als Nebengebäude | Marktgasse 9 (Karte)         | Laut Bauakte 1872; Seitengebäude im Hof 1872; 1905 Umbau von drei Fleischbänken                                               | Ortsgeschichtlich, städtebaulich und baugeschichtlich von Bedeutung, Gründerzeitgebäude mit Ladeneinbau | 09265430 |
|                                         | Mietshaus in geschlossener Bebauung | Marktgasse 10 (Karte)        | 1899 (Bauakte) | Städtebaulich, baugeschichtlich und künstlerisch von Bedeutung, ein Gründerzeithaus (Klinkerfassade) im Stil der deutschen Neurenaissance mit neogotischen Elementen, mit Laden | 09265431 |
|                                         | Wohnhaus in geschlossener Bebauung | Marktgasse 11 (Karte)        | Um 1800 | Baugeschichtlich und städtebaulich von Bedeutung, mit Ladeneinbau | 09265432 |
|                                         | Wohnhaus in geschlossener Bebauung, mit zwei Seitenflügeln im Hof und Hinterhaus | Marktgasse 12 (Karte)        | Bezeichnet mit 1828 im Hausflur (Wohnhaus); 1883 (Bauakte)                                                                    | Städtebaulich und baugeschichtlich von Bedeutung, klassizistischer Bau, platzbildprägend am Kleinmarkt, repräsentative Erdgeschosszone der Gründerzeit, mit Ladeneinbau | 09265433 |
|                                         | Wohnhaus (mit Sitznischenportal) in geschlossener Bebauung und Hinterhaus | Marktgasse 13 (Karte)        | Bezeichnet mit 1602 | Städtebaulich und baugeschichtlich von Bedeutung, im Kern ein Renaissancebau mit Sitznischenportal, straßenbildprägend der barocke Giebel (Rekonstruktion) | 09265434 |
|                                         | Mietshaus in geschlossener Bebauung und Seitenflügel zum Hof | Marktgasse 14 (Karte)        | 1906 laut Bauakte | Städtebaulich und baugeschichtlich von Bedeutung, ein Bau im Stil der deutschen Neurenaissance mit neogotischen Elementen, mit Ladeneinbau | 09265435 |
|                                         | Wohnhaus in geschlossener Bebauung und zwei Seitenflügeln im Hof | Marktgasse 15 (Karte)        | 1875 (Bauakte) | Städtebaulich und baugeschichtlich von Bedeutung, ein Bau im Stil der frühen Gründerzeit noch mit klassizistischen Anklängen, mit Ladeneinbauten | 09265436 |
|                                         | Wohnhaus in Ecklage und kleinem seitlichen Anbau | Neugasse 1 (Karte)           | 1. Hälfte 19. Jahrhundert, spätere Umbauten                                                                                   | Städtebaulich und baugeschichtlich von Bedeutung, mit späteren Ladeneinbauten | 09265310 |
|                                         | Wohnhaus (mit Gaststätte) in geschlossener Bebauung und Hinterhaus | Neugasse 2 (Karte)           | 1. Hälfte 18. Jahrhundert | Städtebaulich und baugeschichtlich von Bedeutung | 09265311 |
|                                         | Wohnhaus in geschlossener Bebauung | Neugasse 3 (Karte)           | 1. Hälfte 18. Jahrhundert | Städtebaulich und baugeschichtlich von Bedeutung, mit späterem Ladeneinbau | 09265312 |
|                                         | Wohnhaus in geschlossener Bebauung | Neugasse 4 (Karte)           | 1. Hälfte 18. Jahrhundert | Städtebaulich und baugeschichtlich von Bedeutung | 09265313 |
|                                         | Mietshaus in geschlossener Bebauung und Hinterhäuser | Neugasse 5 (Karte)           | Bezeichnet mit 1891/92 | Städtebaulich und baugeschichtlich von Bedeutung, ein Gründerzeitbau (Klinkerfassade) mit straßenbildprägendem Erker und Ladeneinbau | 09265314 |
|                                         | Wohnhaus in geschlossener Bebauung mit Hinterhaus (Seitenflügel) | Neugasse 6 (Karte)           | 1870 (Bauakte) | Städtebaulich und baugeschichtlich von Bedeutung (Vorderhaus Klinker) | 09266332 |
|                                         | Wohn- und Geschäftshaus in geschlossener Bebauung | Neugasse 7 (Karte)           | Um 1890 | Künstlerisch, städtebaulich und baugeschichtlich von Bedeutung, ein Gründerzeitbau (Klinkerfassade) im Stil der deutschen Neurenaissance mit auffälligem Giebel und hervorgehobenem Portal | 09265315 |
|                                         | Wohnhaus in geschlossener Bebauung und zwei Seitenflügel zum Hof | Neugasse 8 (Karte)           | Nach 1860 | Städtebaulich und baugeschichtlich von Bedeutung, mit Ladeneinbau | 09265316 |
|                                         | Wohnhaus (mit Gaststätte „Zum Bienenkorb“) in geschlossener Bebauung und Hinterhaus | Neugasse 9 (Karte)           | 1. Hälfte 19. Jahrhundert, im Kern älter (17. Jahrhundert)                                                                    | Ortsgeschichtlich und städtebaulich von Bedeutung | 09265317 |
|                                         | Mietshaus (mit Gaststätte) in geschlossener Bebauung und Hinterhaus | Neugasse 10 (Karte)          | Vor 1905 | Künstlerisch, städtebaulich und baugeschichtlich von Bedeutung, ein Bau mit Anklängen an den Jugendstil, straßenbildprägende Holzbalkone, Zierfachwerk im obersten Geschoss | 09265319 |
|                                         | Mietshaus in geschlossener Bebauung und Seitenflügel im Hof | Neugasse 11 (Karte)          | 1903 | Städtebaulich und baugeschichtlich von Bedeutung, ein Bau mit Anklängen an den Jugendstil, monumentaler Giebel, mit Ladeneinbau | 09265320 |
|                                         | Mietshaus in geschlossener Bebauung, mit Seitenflügel zum Hof und Hinterhaus | Neugasse 12 (Karte)          | 2. Hälfte 19. Jahrhundert | Städtebaulich und baugeschichtlich von Bedeutung, ein Gründerzeitbau mit Ladeneinbauten | 09265321 |
|                                         | Wohnhaus in geschlossener Bebauung und Hinterhaus | Neugasse 13 (Karte)          | 1928 (Bauakte) | Städtebaulich und baugeschichtlich von Bedeutung, ein Bau mit Anklängen an den Art-Déco-Stil, mit Laden | 09265318 |
|                                         | Mietshaus in geschlossener Bebauung und Hinterhaus | Neugasse 14 (Karte)          | 1902–1903 | Städtebaulich und baugeschichtlich von Bedeutung, ein Bau im Stil des Späthistorismus mit Anklängen an den Jugendstil, Zierfachwerk im obersten Geschoss, mit Laden | 09265322 |
|                                         | Mietshaus in geschlossener Bebauung und Hinterhaus | Neugasse 15 (Karte)          | 1883 | Städtebaulich und baugeschichtlich von Bedeutung, ein Gründerzeitbau mit Ladeneinbau, straßenbildprägende Balkone | 09265323 |
|                                         | Wohnhaus in geschlossener Bebauung mit Seitenflügel im Hof und Hinterhaus | Neugasse 18 (Karte)          | 1. Hälfte 19. Jahrhundert | Städtebaulich und baugeschichtlich von Bedeutung | 09265325 |
|                                         | Mietshaus in geschlossener Bebauung und Hinterhaus | Neugasse 19 (Karte)          | Bezeichnet mit 1888 | Mit Ladeneinbau, Klinkerfassade, Volutengiebel, ein Gründerzeitbau im Stil der deutschen Neurenaissance, erstes Obergeschoss mit farbiger Fassadenmalerei (äußerst selten in Sachsen – vergleiche mit Goetheallee 55 und Österreicher Straße 18 in Dresden), künstlerisch, städtebaulich und baugeschichtlich von Bedeutung | 09265326 |
|                                         | Mietshaus in geschlossener Bebauung und Hinterhaus | Neugasse 20 (Karte)          | Um 1900 | Städtebaulich und baugeschichtlich von Bedeutung, ein Gründerzeitbau (Klinkerfassade) mit Ladeneinbau, straßenbildprägender Erker und hoher Giebel | 09265327 |
|                                         | Wohnhaus in geschlossener Bebauung | Neugasse 21 (Karte)          | 1. Hälfte 19. Jahrhundert | Städtebaulich und baugeschichtlich von Bedeutung, mit späterem Ladeneinbau | 09265328 |
|                                         | Wohnhaus in geschlossener Bebauung | Neugasse 22 (Karte)          | 1. Hälfte 19. Jahrhundert | Städtebaulich und baugeschichtlich von Bedeutung, mit späterem Ladeneinbau, seit 1952 Restaurant, Café und Pension | 09265329 |
|                                         | Wohnhaus in geschlossener Bebauung | Neugasse 23 (Karte)          | 1. Hälfte 19. Jahrhundert | Städtebaulich und baugeschichtlich von Bedeutung, mit späterem Ladeneinbau | 09265330 |
|                                         | Wohnhaus in geschlossener Bebauung und Seitenflügel zum Hof | Neugasse 24 (Karte)          | 1. Hälfte 19. Jahrhundert | Städtebaulich und baugeschichtlich von Bedeutung, mit späterem Ladeneinbau | 09266334 |
|                                         | Mietshaus (mit Gaststätte „Zum Trompeter“) in geschlossener Bebauung und Seitenflügel zum Hof | Neugasse 26 (Karte)          | Bezeichnet mit 1903 | Städtebaulich und baugeschichtlich von Bedeutung, späthistoristischer Bau mit Jugendstilanklängen | 09265331 |
|                                         | Wohnhaus in geschlossener Bebauung und Seitenflügel zum Hof | Neugasse 27 (Karte)          | Um 1870 | Städtebaulich und baugeschichtlich von Bedeutung, mit Ladeneinbau | 09266335 |
|                                         | Wohnhaus in geschlossener Bebauung und Seitenflügel zum Hof | Neugasse 28 (Karte)          | Bezeichnet mit 1805 (oder 1803)                                                                                               | Städtebaulich und baugeschichtlich von Bedeutung, ein Gründerzeitbau (im Kern älter), mit späteren Ladeneinbauten | 09266336 |
|                                         | Wohnhaus in geschlossener Bebauung und Hinterhaus | Neugasse 29 (Karte)          | Mitte 19. Jahrhundert | Städtebaulich und baugeschichtlich von Bedeutung, mit späteren Ladeneinbauten | 09265332 |
|                                         | Mietshaus (ehemals Hotel Alberthof) in geschlossener Bebauung und Ecklage, mit Mauereinfriedung (mit dem Hausteil Am Steinberg 20 eine Einheit bildend) | Neugasse 30 (Karte)          | Bezeichnet mit 1897/1898, spätere Umbauten                                                                                    | Ortsgeschichtlich und städtebaulich von Bedeutung, ein Gründerzeitbau | 09266338 |
|                                         | Mietshaus in halboffener Bebauung und Ecklage | Neugasse 32 (Karte)          | Nach 1900 | Städtebaulich und baugeschichtlich von Bedeutung, ein Bau im Stil der Späthistorismus mit Jugendstildekor, Ecktürmchen, hoher Giebel und Zierfachwerk im obersten Geschoss, mit Laden | 09265334 |
|                                         | Mietshaus in halboffener Bebauung, Ecklage | Neugasse 33 (Karte)          | 1880er Jahre | Städtebaulich und baugeschichtlich von Bedeutung, ein Gründerzeitbau | 09265593 |
|                                         | Wohnhaus in Ecklage | Neugasse 34 (Karte)          | 2. Hälfte 19. Jahrhundert | Städtebaulich und baugeschichtlich von Bedeutung, mit Ladeneinbau | 09266339 |
|                                         | Mietshaus in geschlossener Bebauung | Neugasse 35 (Karte)          | 2. Hälfte 19. Jahrhundert | Städtebaulich und baugeschichtlich von Bedeutung, mit Ladeneinbau | 09266340 |
|                                         | Wohnhaus in offener Bebauung | Neugasse 41 (Karte)          | 1865 (Bauakte) | Städtebaulich und baugeschichtlich von Bedeutung, ein früher Gründerzeitbau mit spätklassizistischen Anklängen | 09265335 |
|                                         | Wohnhaus in Ecklage und ehemals in geschlossener Bebauung | Neugasse 42 (Karte)          | 1. Hälfte 19. Jahrhundert | Städtebaulich und baugeschichtlich von Bedeutung, die Ladenfront in Jugendstilformen, straßenbildprägender Dachhecht | 09265336 |
|                                         | Mietshaus in geschlossener Bebauung | Neugasse 45 (Karte)          | 1901 (Bauakte) | Städtebaulich und baugeschichtlich von Bedeutung, mit Ladeneinbau | 09265338 |
|                                         | Wohnhaus in geschlossener Bebauung und Hinterhaus | Neugasse 46 (Karte)          | Um 1860 | Städtebaulich und baugeschichtlich von Bedeutung | 09266342 |
|                                         | Wohnhaus in geschlossener Bebauung mit Hinterhaus | Neugasse 47 (Karte)          | Nach 1850 | Städtebaulich und baugeschichtlich von Bedeutung | 09265339 |
|                                         | Wohnhaus in geschlossener Bebauung mit Hinterhaus | Neugasse 48 (Karte)          | 1. Hälfte 19. Jahrhundert | Hausgeschichtlich, städtebaulich und baugeschichtlich von Bedeutung, dreigeschossiges, schmales Haus (nur zwei Fensterachsen breit; 2,65 Meter breit), im Stil des Klassizismus erbaut, 1994–1996 saniert, seit 1996 als Kinder- und Jugendbegegnungsstätte genutzt | 09265340 |
|                                         | Wohnhaus in geschlossener Bebauung, mit kurzem Seitenflügel zum Hof | Neugasse 49 (Karte)          | 1. Hälfte 19. Jahrhundert | Städtebaulich und baugeschichtlich von Bedeutung | 09265341 |
|                                         | Wohnhaus in geschlossener Bebauung und Hinterhaus | Neugasse 50 (Karte)          | 1. Hälfte 19. Jahrhundert | Städtebaulich und baugeschichtlich von Bedeutung, mit Ladeneinbau | 09265342 |
|                                         | Wohnhaus in geschlossener Bebauung | Neugasse 51 (Karte)          | 1. Hälfte 19. Jahrhundert | Städtebaulich und baugeschichtlich von Bedeutung, mit Ladeneinbau | 09265343 |
|                                         | Mietshaus in geschlossener Bebauung | Neugasse 52 (Karte)          | Bezeichnet mit 1893 | Mit Läden, städtebaulich und baugeschichtlich von Bedeutung, ein Gründerzeitbau (Klinkerfassade) | 09265344 |
|                                         | Wohnhaus in geschlossener Bebauung, mit Seitenflügel zum Hof und Hinterhaus | Neugasse 53 (Karte)          | 1874 prägender Fassadenumbau, im Kern erheblich älter                                                                         | Städtebaulich und baugeschichtlich von Bedeutung, mit Ladeneinbau | 09265345 |
|                                         | Wohnhaus in geschlossener Bebauung und Seitenflügel im Hof | Neugasse 54 (Karte)          | Bezeichnet mit 1606 | Künstlerisch, kunsthistorisch, städtebaulich und baugeschichtlich von Bedeutung, ein Renaissancebau mit Sitznischenportal, späterer Ladeneinbau | 09265346 |
|                                         | Wohnhaus in geschlossener Bebauung, mit zwei Hinterhäusern | Neugasse 55 (Karte)          | 1. Hälfte 19. Jahrhundert, spätere Überformungen                                                                              | Städtebaulich und baugeschichtlich von Bedeutung | 09265347 |
|                                         | Wohnhaus in geschlossener Bebauung und Ecklage | Nicolaisteg 1 (Karte)        | 1850er Jahre | Mit Ladeneinbau, städtebaulich und baugeschichtlich von Bedeutung | 09265423 |
|                                         | Mietshaus in geschlossener Bebauung | Nicolaisteg 4 (Karte)        | Um 1890 | Städtebaulich und baugeschichtlich von Bedeutung, ein Gründerzeithaus (Klinkerfassade) | 09265411 |
|                                         | Mietshaus in geschlossener Bebauung | Nicolaisteg 6 (Karte)        | Um 1890 | Städtebaulich und baugeschichtlich von Bedeutung, ein Gründerzeithaus (Klinkerfassade), mit Ladeneinbau | 09265400 |
|                                         | Wohnhaus/Häusleranwesen (Einzeldenkmal zu Sachgesamtheit 09306835) | Nossener Straße 1 (Karte)    | Um 1705 | Einzeldenkmal der Sachgesamtheit Hintermauer (ID-Nr. 09306835); Kopfbau mit Am Lommatzscher Tor, städtebaulich, sozialgeschichtlich und baugeschichtlich von Bedeutung, zum Teil ein verputzter Fachwerkbau | 09266071 |
|                                         | Wohnhaus in geschlossener Bebauung mit Seitenflügel zum Hof und Hinterhaus an der Webergasse (siehe Webergasse 9a) | Rosengasse 1 (Karte)         | Um 1805 | Schlichter Bau, belebt durch Segmentbogenportal und Sandsteingewände, Kernbau aus der Zeit um 1800 (oder noch älter), bau- und stadtentwicklungsgeschichtlich bedeutend | 09265553 |
|                                         | Wohnhaus in geschlossener Bebauung | Rosengasse 2 (Karte)         | 1805/06 (laut Angabe) | Städtebaulich und baugeschichtlich von Bedeutung, schlichter Bau mit Segmentbogenportal | 09265554 |
|                                         | Wohnhaus in geschlossener Bebauung | Rosengasse 3 (Karte)         | 1. Hälfte 19. Jahrhundert, im Kern älter                                                                                      | Städtebaulich und baugeschichtlich von Bedeutung | 09265550 |
|                                         | Wohnhaus in geschlossener Bebauung | Rosengasse 4 (Karte)         | 1. Hälfte 19. Jahrhundert, im Kern älter                                                                                      | Städtebaulich und baugeschichtlich von Bedeutung | 09265551 |
|                                         | Wohnhaus in geschlossener Bebauung | Rosengasse 5 (Karte)         | Um 1860 | Städtebaulich und baugeschichtlich von Bedeutung | 09265547 |
|                                         | Wohnhaus in halboffener Bebauung und Ecklage | Rosengasse 6 (Karte)         | 1. Hälfte 19. Jahrhundert | Putzbau mit Segmentbogenportal, städtebaulich und baugeschichtlich von Bedeutung, | 09265546 |
|                                         | Wohnhaus in Ecklage mit Seitenflügeln zum Hof | Rosengasse 7 (Karte)         | Um 1800 | Städtebaulich und ortsgeschichtlich von Bedeutung (eine Zeit lang Handelsschule des kaufmännischen Consortiums) | 09265548 |
|                                         | Wohnhaus in geschlossener Bebauung mit Seitenflügel zum Hof | Rosengasse 8 (Karte)         | 1792 (laut Angabe), später überformt                                                                                          | Städtebaulich von Bedeutung | 09265549 |
|                                         | Wohnhaus in geschlossener Bebauung mit Seitenflügel zum Hof | Rosengasse 9 (Karte)         | 1. Hälfte 19. Jahrhundert, im Kern älter (17. Jahrhundert)                                                                    | Städtebaulich und baugeschichtlich von Bedeutung | 09265552 |
|                                         | Wohnhaus in geschlossener Bebauung mit Seitenflügel im Hof | Rosengasse 10 (Karte)        | Um 1800, im Kern älter | Städtebaulich und baugeschichtlich von Bedeutung | 09265555 |
|                                         | Wohnhaus in geschlossener Bebauung mit Seitenflügel zum Hof | Rosengasse 11 (Karte)        | Substanz aus dem 16. Jahrhundert; Aufstockung und Umbau bezeichnet mit 1836                                                   | Städtebaulich und baugeschichtlich von Bedeutung, im Kern ein Renaissance-Bau | 09265556 |
|                                         | Wohnhaus in geschlossener Bebauung | Rosengasse 12 (Karte)        | Um 1800, im Kern älter (17. Jahrhundert)                                                                                      | Städtebaulich und baugeschichtlich von Bedeutung, schlichter Barockbau mit älterem Kern, Laubengang der Renaissancezeit im Hof, mit historischer Gastwirtschaft „Meißner Groschen“, 1999 umfassend restauriert | 09265557 |
|                                         | Mietshaus in geschlossener Bebauung mit Seitenflügel zum Hof | Roßmarkt 1 (Karte)           | Ende 19. Jahrhundert | Städtebaulich und baugeschichtlich von Bedeutung, ein schmales Gründerzeithaus (Klinkerfassade) mit platzbildprägendem Giebel | 09265303 |
|                                         | Wohnhaus in geschlossener Bebauung mit Seitenflügel zum Hof | Roßmarkt 2 (Karte)           | Ende 19. Jahrhundert | Städtebaulich und baugeschichtlich von Bedeutung | 09265375 |
|                                         | Wohnhaus in geschlossener Bebauung und Seitenflügel zum Hof | Roßmarkt 3 (Karte)           | Vor 1885 | Städtebaulich und baugeschichtlich von Bedeutung, ein Gründerzeithaus mit Ladeneinbau | 09265304 |
|                                         | Mietshaus in halboffener Bebauung und Ecklage und kleinem Hinterhaus | Roßmarkt 4 (Karte)           | Ehemals bezeichnet mit 1889                                                                                                   | Künstlerisch, städtebaulich und baugeschichtlich von Bedeutung, ein stattliches Gründerzeithaus mit reichgestalteter, noch spätklassizistisch anmutender Fassade, mit Ladeneinbauten, platzbildprägender Eckerker, an der Rückseite des Hauses zur Triebisch und zum Hahnemannsplatz straßenbildprägende Balkone | 09265305 |
|                                         | Wohnhaus in geschlossener Bebauung und Ecklage | Roßmarkt 5 (Karte)           | Um 1845, spätere Überformungen                                                                                                | Städtebaulich von Bedeutung | 09265306 |
|                                         | Wohnhaus in geschlossener Bebauung mit Seitenflügel zum Hof | Roßmarkt 6 (Karte)           | 1. Hälfte 19. Jahrhundert | Städtebaulich und baugeschichtlich von Bedeutung, schlichter Bau mit klassizistischem Portal | 09265307 |
|                                         | Wohnhaus in halboffener Bebauung, Ecklage, über dem Eingang zwei ältere Inschrifttafeln, rückseitig ein Anbau – ehemals Teil der Fleischbänke (überbaut), möglicherweise Reste des Fleischertores in das Haus integriert                                                           | Roßmarkt 7 (Karte)           | Um 1860 (Wohnhaus); bezeichnet mit 1655 und 1835 (Inschrifttafeln)                                                            | Städtebaulich, baugeschichtlich und ortsgeschichtlich von Bedeutung | 09265398 |
|                                         | Mietshaus in geschlossener Bebauung, rückseitig einst die Fleischbänke (überbaut) | Roßmarkt 8 (Karte)           | 1899/1900 (Bauakte), im Kern älter                                                                                            | Städtebaulich und baugeschichtlich von Bedeutung, ein Gründerzeithaus mit späterem Ladeneinbau | 09265308 |
|                                         | Mietshaus in Ecklage, rückseitig einst die Fleischbänke (überbaut) | Roßmarkt 9 (Karte)           | 1877 (Bauakte) | Städtebaulich und baugeschichtlich von Bedeutung, ein Gründerzeithaus mit noch spätklassizistisch anmutender Fassade, mit Ladeneinbau | 09265409 |
|                                         | Wohnhaus in offener Bebauung, mit seitlichem Anbau | Rote Stufen 1 (Karte)        | Um 1770 | Städtebaulich und baugeschichtlich von Bedeutung, schlichter Barockbau in ortsbildprägender Lage unterhalb der Afra-Freiheit | 09265479 |
|                                         | Wohnhaus in offener Bebauung, mit Stützmauer zur Gasse Rote Stufen und Hinterhaus | Rote Stufen 2 (Karte)        | Um 1800 | Städtebaulich und baugeschichtlich von Bedeutung | 09265477 |
|                                         | Prälatenhaus: Ehemaliges Domherrenhaus in halboffener Bebauung, heute Wohnhaus, mit seitlicher Stützmauer zur Gasse Rote Stufen und Seitenflügel zum Hof | Rote Stufen 3 (Karte)        | 1509–1510 | Geschichtlich, künstlerisch, wissenschaftlich, städtebaulich, baugeschichtlich und kunstgeschichtlich von Bedeutung, wertvoller spätgotischer Bau mit ortsbildprägenden Treppengiebeln in Backstein, bemerkenswertes Inneres mit bauzeitlichen Wandmalereien, der Seitenflügel ein altertümlicher Fachwerkbau (zur Zeit eingelagert), ortsbildprägende Lage nahe der Afra-Freiheit. Als Wohnhaus von Nikolaus Heynemann (päpstlicher Legat und Notar des Bischofs von Meißen) erbaut, mit Staffelgiebeln aus Backstein, nach starkem Verfall ab 1998 zum Teil restauriert, darunter originale Malereien in den Bohlenstuben der Obergeschosse.      | 09265478 |
|                                         | Wohnhaus in geschlossener Bebauung mit Seitenflügel zum Hof | Rote Stufen 4 (Karte)        | 1. Hälfte 19. Jahrhundert, im Kern um 1510                                                                                    | Städtebaulich und baugeschichtlich von Bedeutung, im Kern ein spätgotisches Gebäude | 09265826 |
|                                         | Wohnhaus in geschlossener Bebauung mit Seitenflügel im Hof | Rote Stufen 5 (Karte)        | Kern 16. Jahrhundert; 1. Hälfte 19. Jahrhundert                                                                               | Städtebaulich und baugeschichtlich von Bedeutung, im 18. Jahrhundert umgestaltetes spätgotisches Gebäude | 09265825 |
|                                         | Einfriedungsmauer gegenüber dem Löthainer Hof (gehört zum Grundstück Burgstraße 17) | Schloßberg (Karte)           | Mittelalter | Städtebaulich und ortsgeschichtlich von Bedeutung, Bruchsteinmauer, Rest einer Demarkationslinie zwischen einstiger Bürgerstadt und Freiheit (laut Hammer) | 09266282 |
|                                         | Wohnhaus in geschlossener Bebauung mit Seitenflügel zum Hof und Hinterhaus | Schloßberg 1 (Karte)         | 1855 (Bauakte); 1855, Aufstockung 1872 (Hinterhaus)                                                                           | Städtebaulich und baugeschichtlich von Bedeutung, ortsbildprägende Lage unterhalb des Burgbergs | 09265450 |
|                                         | Heinitzer Hof, Löthainer Hof, Taubenheimer Hof: Ehemaliger Adelshof, heute Wohnhaus, mit kurzem Seitenflügel und Nebengebäude im Hof sowie Stützmauer zur Straße | Schloßberg 2 (Karte)         | Bezeichnet mit 1522 und bezeichnet mit 1524, prägender Umbau Mitte 18. (Herrenhaus); bezeichnet mit 1746 (Wirtschaftsgebäude) | Im Kern ein Renaissancebau mit großer Toreinfahrt und Schlussstein, wertvolle Innenausstattung (Portale, Wandmalerei), stadtbildprägende Lage am Burgberg, auch das frei stehende Nebengebäude im Hof, künstlerisch, ortsgeschichtlich, sozialgeschichtlich, städtebaulich und baugeschichtlich von Bedeutung | 09265824 |
|                                         | Wohnhaus in geschlossener Bebauung mit Bruchsteinstützmauer zur Straße | Schloßberg 3 (Karte)         | Um 1600 | Hausgeschichtlich, städtebaulich und baugeschichtlich von Bedeutung, einer der seltenen und zudem ältesten Fachwerkbauten der Altstadt | 09265445 |
|                                         | Mietshaus in geschlossener Bebauung mit Seitenflügel zum Hof | Schloßberg 4 (Karte)         | 1860er Jahre | Städtebaulich und baugeschichtlich von Bedeutung | 09266161 |
|                                         | Mietshaus in halboffener Bebauung mit Seitenflügel zum Hof | Schloßberg 5 (Karte)         | Bezeichnet mit 1867 | Städtebaulich und baugeschichtlich von Bedeutung, ein früher Gründerzeitbau mit bemerkenswertem Treppenhaus (Säulen, Deckenmalerei) | 09266154 |
|                                         | Wohnhaus in offener Bebauung mit terrassiertem Garten und Stützmauer zur Straße und zum seitlichen Aufgang | Schloßberg 6 (Karte)         | Um 1860/1870 | Städtebaulich und baugeschichtlich von Bedeutung, spätklassizistische Gestaltung | 09269674 |
|                                         | Verwaltungsgebäude in offener Bebauung, als Getreideschütthaus errichtet | Schloßberg 9 (Karte)         | 1747, Umbau 1843 und 1896 | Ortsgeschichtlich, städtebaulich und baugeschichtlich von Bedeutung, schlichter barocker Bau mit starken Umfassungsmauern, das Erdgeschoss gewölbt, historistisches Treppenhaus mit Ziergeländer | 09266180 |
|                                         | Wohnhaus in geschlossener Bebauung mit Seitenflügel zum Hof sowie Vorgarten | Schloßberg 10 (Karte)        | Bezeichnet mit 1827 | Städtebaulich und baugeschichtlich von Bedeutung, Hofflügel mit Bohlenbinderdach | 09265781 |
|                                         | Wohnhaus in halboffener Bebauung mit straßenbegleitendem Seitenflügel zum Hof sowie Vorgarten mit Bruchsteinmauer | Schloßberg 11 (Karte)        | 1820er Jahre | Städtebaulich und baugeschichtlich von Bedeutung, ortsbildprägende Lage am Zugang zum Schlossberg mit Katzentreppengiebel, der Seitenflügel ein verputzter Fachwerkbau. Das Wohnhaus der 1820er Jahre in halboffener Bebauung mit straßenbegleitendem Seitenflügel zum Hof sowie Vorgarten mit Bruchsteinmauer liegt wie das Nachbargrundstück Nummer 10 städtebaulich markant und ist von baugeschichtlicher Bedeutung. Die ortsbildprägende Lage am Zugang zum Schlossberg ist durch einen Katzentreppengiebel hervorgehoben. | 09265558 |
|                                         | Wohnhaus in halboffener Bebauung, mit Gaststätte Winkelkrug | Schloßberg 13 (Karte)        | Um 1600 | Künstlerisch, städtebaulich und baugeschichtlich von Bedeutung, ein Renaissancebau mit straßenbildprägendem Volutengiebel | 09265877 |
|                                         | Ehemaliges Prokuraturamt, heute Wohnhaus | Schloßberg 14 (Karte)        | Um 1790, Umbau 1865/66 | Ortsgeschichtlich, städtebaulich und baugeschichtlich von Bedeutung | 09265876 |
|                                         | Wohnhaus ehemals in geschlossener, heute halboffener Bebauung | Schlossergasse 1 (Karte)     | 1868 laut Bauakte | Städtebaulich und baugeschichtlich von Bedeutung | 09265700 |
|                                         | Wohnhaus in geschlossener Bebauung mit Seitenflügel zum Hof | Schlossergasse 2 (Karte)     | 1868 laut Bauakte (Wohnhaus); 1887 laut Bauakte (Hinterhaus)                                                                  | Städtebaulich und baugeschichtlich von Bedeutung | 09265698 |
|                                         | Wohnhaus in geschlossener Bebauung und Ecklage, mit Hausteil (Seitenflügel) an der Webergasse | Schlossergasse 3 (Karte)     | 1861 laut Bauakte (Wohnhaus); Seitengebäude an der Webergasse 1879                                                            | Markanter Putzbau, städtebaulich und baugeschichtlich von Bedeutung | 09265699 |
|                                         | Wohnhaus in geschlossener Bebauung mit Seitenflügel zum Hof | Schloßstufen 1 (Karte)       | Um 1800 | Städtebaulich und baugeschichtlich von Bedeutung, aufwändiges Portal, Laubengang am Seitenflügel zum Hof, ortsbildprägende Lage am Schlossaufgang | 09265875 |
|                                         | Wohnhaus in geschlossener Bebauung | Schloßstufen 2 (Karte)       | Um 1800 | Städtebaulich und baugeschichtlich von Bedeutung, aufwändiges Portal mit doppeltem Schlussstein, ortsbildprägende Lage am Schlossaufgang | 09265846 |
|                                         | Wohnhaus in halboffener Bebauung, mit Seitenflügel zum Hof | Schloßstufen 3 (Karte)       | Um 1800 | Städtebaulich und baugeschichtlich von Bedeutung, ortsbildprägende Lage am Schlossaufgang | 09265845 |
|                                         | Wohnhaus in geschlossener Bebauung und in Ecklage | Schulplatz 2 (Karte)         | 1862 laut Bauakte | Mit Läden, städtebaulich und baugeschichtlich von Bedeutung, ein Bau der frühen Neugotik, platzbildprägender Eckerker, Teile der benachbarten mittelalterlichen Klosterkirche im Gebäude integriert | 09269134 |
|                                         | Zwei Mietshäuser (Doppelhauscharakter) in geschlossener Bebauung (gestalterische Einheit mit Gerbergasse 1) | Schulplatz 3, 4 (Karte)      | 1893 (laut Bauakte) | Städtebaulich und baugeschichtlich von Bedeutung, Gründerzeitbauten im Stil des Neubarock | 09269135 |
| Weitere Bilder                          | Rote Schule | Schulplatz 5 (Karte)         | 1855–1857 | Künstlerisch, städtebaulich, baugeschichtlich und ortsgeschichtlich von Bedeutung, ein Bau der frühen Neugotik, Musterwerk der Schulbaukunst, Architekt Carl August Schramm, ortsbildprägende Lage an der Gerbergasse | 09265287 |
|                                         | Carlowitzsches Domherrenhaus (Einzeldenkmal zu Sachgesamtheit 09300930) | Seelensteig 2 (Karte)        | Um 1525 | Einzeldenkmal der Sachgesamtheit Afrafreiheit (ID-Nr. 09300930); städtebaulich, baugeschichtlich, sozialgeschichtlich und ortsgeschichtlich von Bedeutung (teilweise Fachwerkbau), Teil eines bedeutsamen Bauensembles | 09265675 |
|                                         | Wohnhaus in geschlossener Bebauung | Theaterplatz 1 (Karte)       | 1. Hälfte 19. Jahrhundert, Ladeneinbau 1927                                                                                   | Städtebaulich und baugeschichtlich von Bedeutung | 09269144 |
|                                         | Wohnhaus in geschlossener Bebauung | Theaterplatz 2 (Karte)       | 1. Hälfte 19. Jahrhundert, Ladeneinbau 1865, Ladenumbauten                                                                    | Städtebaulich und baugeschichtlich von Bedeutung | 09269145 |
|                                         | Mietshaus in geschlossener Bebauung, mit Seitenflügel im Hof | Theaterplatz 3 (Karte)       | Laut Bauakte 1886 | Städtebaulich und baugeschichtlich von Bedeutung, ein platzbildprägender Gründerzeitbau | 09301021 |
|                                         | Wohnhaus in geschlossener Bebauung, mit Seitenflügel zum Hof und Hinterhäusern | Theaterplatz 4 (Karte)       | Um 1860, Ladeneinbau 1897/1900 (Wohnhaus); laut Bauakte 1896 und 1901 (Hinterhaus)                                            | Städtebaulich und baugeschichtlich von Bedeutung | 09269146 |
|                                         | Wohnhaus in geschlossener Bebauung, mit Seitenflügel zum Hof und Hinterhaus | Theaterplatz 5 (Karte)       | 1. Hälfte 19. Jahrhundert, Ladeneinbau 1900                                                                                   | Städtebaulich und baugeschichtlich von Bedeutung, schöne historistische Ladenfront | 09269147 |
|                                         | Wohnhaus in geschlossener Bebauung und Seitenflügel zum Hof | Theaterplatz 6 (Karte)       | 2. Hälfte 18. Jahrhundert, später überformt                                                                                   | Ehemals mit Gaststätte, städtebaulich und baugeschichtlich von Bedeutung, geohrtes Eingangsportal, Fensterstürze mit ungewöhnlichen Vorhangblendbögen | 09269148 |
|                                         | Wohn- und Geschäftshaus (ehemalige Buchdruckerei Klinkicht) in geschlossener Bebauung und Ecklage, mit Hinterhäusern am Baderberg | Theaterplatz 7 (Karte)       | Im Kern um 1800 (Hoffassade); prägender Umbau 1886/1887 (Wohn- und Geschäftshaus)                                             | Ortsgeschichtlich, industriegeschichtlich, städtebaulich und baugeschichtlich von Bedeutung, ein repräsentatives Gründerzeithaus mit Eckturm | 09269149 |
|                                         | Wohnhaus in Ecklage mit Hinterhaus | Theaterplatz 8 (Karte)       | 1. Hälfte 19. Jahrhundert, Umbauten (Fachwerk massiv ersetzt)                                                                 | Hausgeschichtlich, sozialgeschichtlich, städtebaulich und baugeschichtlich von Bedeutung, platzbildprägende Lage, ursprünglich ein Fachwerkbau (der Giebel 1875, die Traufseite 1928 massiv ersetzt) | 09265490 |
|                                         | Wohnhaus in geschlossener Bebauung | Theaterplatz 9 (Karte)       | 1. Hälfte 19. Jahrhundert | Städtebaulich und baugeschichtlich von Bedeutung | 09269150 |
|                                         | Wohnhaus in geschlossener Bebauung | Theaterplatz 10 (Karte)      | 1. Hälfte 19. Jahrhundert | Städtebaulich und baugeschichtlich von Bedeutung | 09269151 |
|                                         | Wohnhaus in geschlossener Bebauung, mit Seitenflügel zum Hof | Theaterplatz 11 (Karte)      | 1880er Jahre, Dachausbau 1929                                                                                                 | Städtebaulich und baugeschichtlich von Bedeutung, ein Gründerzeithaus | 09269152 |
|                                         | Mietshaus in ehemals geschlossener Bebauung, mit Seitenflügel zum Hof und Hinterhaus | Theaterplatz 12 (Karte)      | Laut Bauakte 1874 (Hinterhaus); laut Bauakte 1888 (Mietshaus)                                                                 | Städtebaulich und baugeschichtlich von Bedeutung, ein Gründerzeithaus | 09269153 |
|                                         | Seitenflügel im Hof, heute Wohnhaus (das Vorderhaus in den 1930er Jahren abgebrochen) | Theaterplatz 13 (Karte)      | 1. Hälfte 19. Jahrhundert | Städtebaulich und baugeschichtlich von Bedeutung | 09269154 |
|                                         | Gasthof Zur Sonne, Hotel Goldene Sonne, Filmbühne: Hotelanlage aus älterem Gasthaus und Erweiterungsbau mit rückwärtigem Ballsaal (heute Kino) an der Ecke Theaterplatz und Leipziger Straße                                                                                       | Theaterplatz 14 (Karte)      | Bezeichnet mit 1561 (Gasthaus); laut Bauakte 1888, bezeichnet mit 1898–1899 (Ballsaal), bezeichnet mit 1898–1899 (Hotel)      | Das auf dem Grundstück des ehemaligen bischöflichen Brauhauses 1561 errichtete Gasthaus anfänglich wohl nur Wohngebäude, das rückwärtige Gebäude zum Schloßberg wohl von 1705, daneben der ausgesprochen repräsentative historisierende Erweiterungsbau des ausgehenden 19. Jahrhunderts (1888 im neogotischen Stil und nochmals 1898/99 mit Klinkerfassade im Stil des Späthistorismus), einzigartiges architektonisches und städtebauliches Ensemble, künstlerisch von Bedeutung der Renaissance-Bau mit Sitznischenportal, als historisches Meißner Hotel und Lichtspieltheater auch ortsgeschichtlich bedeutend, platzbildprägende Bautengruppe | 09269155 |
| Weitere Bilder                          | Ehemaliges Kaufhaus, heute Stadttheater Meißen | Theaterplatz 15 (Karte)      | 1545/1547, Umbau 1851 und 1951–56                                                                                             | Ortsgeschichtlich, hausgeschichtlich, städtebaulich und baugeschichtlich von Bedeutung, Kaufhaus auf dem burggräflichen Jahrmarkt, im Kern ein Renaissancebau, Eingangsbereich im Stil der Nationalen Bautradition der 1950er Jahre, platzbildprägender Baukörper, ehemaliges Tuchmacher- und Gewandhaus im Stil der Renaissance, nach Brand im Dreißigjährigen Krieg 1689 wieder aufgebaut, seit 1851 Theater, Eingangsbereich nach 1945 errichtet, 2002 durch Elbhochwasser beschädigt, bis 2004 saniert | 09269156 |
|                                         | Mietshaus in halboffener Bebauung, Ecklage | Uferstraße 1 (Karte)         | Um 1890 | Städtebaulich und baugeschichtlich von Bedeutung, ein Gründerzeithaus mit prächtigem Erker und Giebel (Klinkerfassade), ortsbildprägend nahe der Elbbrücke | 09265706 |
|                                         | Mietshaus in geschlossener Bebauung, Ecklage | Uferstraße 2 (Karte)         | Bezeichnet mit 1894 | Städtebaulich und baugeschichtlich von Bedeutung, ein Gründerzeithaus mit prächtigem Erker und Giebel (Klinkerfassade), ortsbildprägend nahe der Elbbrücke | 09265707 |
|                                         | Mietshaus in halboffener Bebauung | Uferstraße 3 (Karte)         | Bezeichnet mit 1889 | Städtebaulich und baugeschichtlich von Bedeutung, ein Gründerzeithaus mit prächtigem Erker und Giebel (Klinkerfassade), ortsbildprägend nahe der Elbbrücke und an der Triebisch | 09265708 |
|                                         | Wohnhaus in geschlossener Bebauung, ehemals mit Gaststätte „Alter Ritter“ | Webergasse 1 (Karte)         | 1557 Dendro | Künstlerisch, städtebaulich, baugeschichtlich und ortsgeschichtlich von Bedeutung, markanter Renaissancebau mit Sitznischenportal, eines der bedeutendsten und repräsentativsten Bürgerhäuser der Stadt | 09265539 |
|                                         | Wohnhaus in geschlossener Bebauung, in Ecklage zur Schlossergasse, dazu der Eis- und Lagerkeller des Bahrmannschen Brauhauses | Webergasse 2 (Karte)         | Laut Bauakte 1877, Erweiterung zur Schlossergasse 1                                                                           | Städtebaulich und baugeschichtlich von Bedeutung, ein Gründerzeithaus mit Ladeneinbau | 09265541 |
|                                         | Wohnhaus in geschlossener Bebauung | Webergasse 3 (Karte)         | 1. Hälfte 19. Jahrhundert | Städtebaulich und baugeschichtlich von Bedeutung, verputztes Fachwerkobergeschoss | 09265544 |
|                                         | Wohnhaus in ehemals geschlossener Bebauung | Webergasse 4 (Karte)         | Bezeichnet mit 1825 | Städtebaulich und baugeschichtlich von Bedeutung, vielleicht verputzter Fachwerkbau | 09265545 |
| Weitere Bilder                          | Hinterhaus in halboffener Bebauung (zu Rosengasse 1 gehörend) | Webergasse 9a (Karte)        | Um 1805 | Schlichter Putzbau, baugeschichtlich und stadtentwicklungsgeschichtlich bedeutend | 09301148 |
| Weitere Bilder                          | Wohnhaus in geschlossener Bebauung | Webergasse 10 (Karte)        | An Futterstein des Torbogens bezeichnet mit 1569 und 1693 (Spolien); bezeichnet mit 1913                                      | Städtebaulich und baugeschichtlich von Bedeutung, ein Bau im Heimatstil mit älteren Spolien | 09301144 |

## Tabellenlegende
- Bild: Bild des Kulturdenkmals, ggf. zusätzlich mit einem Link zu weiteren Fotos des Kulturdenkmals im Medienarchiv Wikimedia Commons. Wenn man auf das Kamerasymbol klickt, können Fotos zu Kulturdenkmalen aus dieser Liste hochgeladen werden:
- Bezeichnung: Denkmalgeschützte Objekte und ggf. Bauwerksname des Kulturdenkmals
- Lage: Straßenname und Hausnummer oder Flurstücknummer des Kulturdenkmals. Die Grundsortierung der Liste erfolgt nach dieser Adresse. Der Link (Karte) führt zu verschiedenen Kartendiensten mit der Position des Kulturdenkmals. Fehlt dieser Link, wurden die Koordinaten noch nicht eingetragen. Sind diese bekannt, können sie über ein Tool mit einer Kartenansicht einfach nachgetragen werden. In dieser Kartenansicht sind Kulturdenkmale ohne Koordinaten mit einem roten bzw. orangen Marker dargestellt und können durch Verschieben auf die richtige Position in der Karte mit Koordinaten versehen werden. Kulturdenkmale ohne Bild sind an einem blauen bzw. roten Marker erkennbar.
- Datierung: Baubeginn, Fertigstellung, Datum der Erstnennung oder grobe zeitliche Einordnung entsprechend des Eintrags in der sächsischen Denkmaldatenbank
- Beschreibung: Kurzcharakteristik des Kulturdenkmals entsprechend des Eintrags in der sächsischen Denkmaldatenbank, ggf. ergänzt durch die dort nur selten veröffentlichten Erfassungstexte oder zusätzliche Informationen
- ID: Vom Landesamt für Denkmalpflege Sachsen vergebene, das Kulturdenkmal eindeutig identifizierende Objekt-Nummer. Der Link führt zum PDF-Denkmaldokument des Landesamtes für Denkmalpflege Sachsen. Bei ehemaligen Kulturdenkmalen können die Objektnummern unbekannt sein und deshalb fehlen bzw. die Links von aus der Datenbank entfernten Objektnummern ins Leere führen. Ein ggf. vorhandenes Icon  führt zu den Angaben des Kulturdenkmals bei Wikidata.